# Andrena nemophilae
Andrena nemophilae là một loài Hymenoptera trong họ Andrenidae. Loài này được Ribble mô tả khoa học năm 1968.